# Montbeton
Montbeton är en kommun i departementet Tarn-et-Garonne i regionen Occitanien i södra Frankrike. Kommunen ligger i kantonen Montech som tillhör arrondissementet Montauban. År 2022 hade Montbeton 4 335 invånare.

## Befolkningsutveckling
Antalet invånare i kommunen Montbeton
| Referens: INSEE |